# 1202

## Събития
- Леонардо Фибоначи публикува „Liber Abaci“, с която популяризира в Европа арабската бройна система, включително и нулата
- Започва Четвъртия кръстоносен поход